# Teriomima parva
Teriomima parva är en fjärilsart som beskrevs av Hawker-smith 1933. Teriomima parva ingår i släktet Teriomima och familjen juvelvingar. Inga underarter finns listade i Catalogue of Life.